# Charles Paine

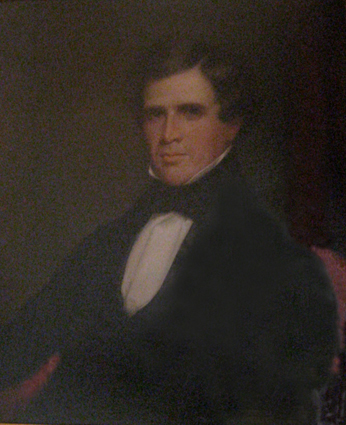
Charles Paine

Charles Paine (* 15. April 1799 in Williamstown, Orange County, Vermont; † 6. Juli 1853 in Waco, Texas) war ein US-amerikanischer Politiker und von 1841 bis 1843 Gouverneur des Bundesstaates Vermont.

## Frühe Jahre
Charles Paine war der Sohn von Elijah Paine, der zwischen 1795 und 1801 den Staat Vermont im US-Senat vertrat. Charles besuchte die Harvard University. Nach seiner Studienzeit beteiligte er sich an der Weberei seiner Familie. Dieses Geschäft führte er, bis es im Jahr 1848 bei einem Brand zerstört wurde. Paine war auch an anderen Unternehmungen wie einem Hotel und einem Ladengeschäft beteiligt. Er engagierte sich auch in der Landwirtschaft. Zu Gunsten von Schulen und seiner Kirchengemeinde trat er einige seiner Grundstücke ab. Sein Hauptgeschäft wurde aber die Eisenbahn. Er war Gründer der Eisenbahngesellschaft Vermont Central Railroad und wurde deren erster Präsident. Die Gesellschaft musste aber im Jahr 1853 Konkurs anmelden und Paine verlor einen großen Teil seines Besitzes. Dabei wurde ihm eine Teilschuld an diesem Bankrott gegeben.

## Politische Laufbahn
Charles Paine wurde Mitglied der Whig Party. In Northfield, wohin er inzwischen gezogen war, wurde er Stadtrat. Zwischen 1828 und 1829 war er Abgeordneter im Repräsentantenhaus von Vermont. Im Jahr 1841 wurde er nach einer knappen Wahl von der Legislative zum neuen Gouverneur seines Staates gewählt. Im folgenden Jahr wurde er dann bei den Gouverneurswahlen in diesem Amt bestätigt. Damit war er zwischen dem 15. Oktober 1841 und dem 13. Oktober 1843 Gouverneur seines Staates.
In seiner Amtszeit setzte er eine bessere Kontrolle zur Überwachung der öffentlichen Ausgaben durch. Er setzte sich auch für eine Schulreform ein, die alle Schultypen unter einem System vereinigt hätte. Das ließ sich aber politisch nicht durchsetzen. Im Jahr 1843 lehnte er eine erneute Kandidatur ab.

## Weiterer Lebenslauf
Nach dem Ende seiner Amtszeit widmete sich Paine wieder dem Eisenbahngeschäft. Im Jahr 1853 erforschte er für die Southern Pacific Railroad eine Trasse in Texas. Dabei erkrankte er an Ruhr oder einer ähnlichen Durchfallkrankheit, an der er am 6. Juli in Waco verstarb.